# Hochschwab (hora)
Hochschwab (2277 m n. m.) je nejvyšší hora stejnojmenného pohoří. Nachází se na území okresu Bruck-Mürzzuschlag v rakouské spolkové zemi Štýrsko. Leží 12 km jihovýchodně od obce Wildalpen a 24 km jihozápadně od Mariazell.

## Výstupy
Na vrchol je možné pěšky vystoupit po značené turistické trase z obce Seewiesen přes chaty Voisthalerhütte a Schiestlhaus. Je využívána také v zimě na lyžích nebo sněžnicích. Hochschwab je velmi frekventovaný za každého počasí.
Horolezci vyhledávají rozlehlou jižní stěnu. Výstupy končí na vrcholovém plató nedaleko velikého kříže. V případě nouze je k dispozici plechová bivakovací bouda.